# PIP4P1
PIP4P1 (англ. Phosphatidylinositol-4,5-bisphosphate 4-phosphatase 1) – білок, який кодується однойменним геном, розташованим у людей на 14-й хромосомі. Довжина поліпептидного ланцюга білка становить 277 амінокислот, а молекулярна маса — 29 470.
| 10         |  | 20         |  | 30         |  | 40         |  | 50         |
| ---------- |  | ---------- |  | ---------- |  | ---------- |  | ---------- |
| MAADGERSPL |  | LSEPIDGGAG |  | GNGLVGPGGS |  | GAGPGGGLTP |  | SAPPYGAAFP |
| PFPEGHPAVL |  | PGEDPPPYSP |  | LTSPDSGSAP |  | MITCRVCQSL |  | INVEGKMHQH |
| VVKCGVCNEA |  | TPIKNAPPGK |  | KYVRCPCNCL |  | LICKVTSQRI |  | ACPRPYCKRI |
| INLGPVHPGP |  | LSPEPQPMGV |  | RVICGHCKNT |  | FLWTEFTDRT |  | LARCPHCRKV |
| SSIGRRYPRK |  | RCICCFLLGL |  | LLAVTATGLA |  | FGTWKHARRY |  | GGIYAAWAFV |
| ILLAVLCLGR |  | ALYWACMKVS |  | HPVQNFS    |  |            |  |            |

A: Аланін

C: Цистеїн

D: Аспарагінова кислота

E: Глутамінова кислота

F: Фенілаланін

G: Гліцин

H: Гістидин

I: Ізолейцин

K: Лізин

L: Лейцин

M: Метіонін

N: Аспарагін

P: Пролін

Q: Глутамін

R: Аргінін

S: Серин

T: Треонін

V: Валін

W: Триптофан

Кодований геном білок за функціями належить до гідролаз, фосфопротеїнів. 
Задіяний у такому біологічному процесі, як альтернативний сплайсинг. 
Локалізований у мембрані, лізосомі, ендосомах.